# Hemithyrsocera obliqua
Hemithyrsocera obliqua är en kackerlacksart som först beskrevs av Hanitsch 1932.  Hemithyrsocera obliqua ingår i släktet Hemithyrsocera och familjen småkackerlackor. Inga underarter finns listade i Catalogue of Life.